# Piranga ludoviciana
La tangara aliblanca migratoria (Piranga ludoviciana) es una especie de ave paseriforme de la familia Cardinalidae (aunque algunas fuentes sitúan su género, Piranga en Thraupidae). Anida en el oeste de Norteamérica e invierna en el sur de México y América Central.
Cuando llegan a la edad adulta, miden entre 15 y 19 cm de longitud. El macho es de cabeza roja, tornándose amarillento en la parte posterior de la misma. La nuca, el pecho, el vientre y la rabadilla son amarillos. La espalda, la cola y las alas son negras, pero estas últimas presentan dos rayas blancas con amarillo. El pico es amarillento muy claro y las patas negras.
La hembra, al igual que otras especies cercanas (en particular P. rubra y P. olivacea) tiene las partes dorsales verde oliva y las ventrales amarillas, además de tener el pico claro y las patas negras, pero se distingue porque, al igual que el macho, tiene dos rayas amarillas con blanco en las alas, que además presentan algo de negro. Adicionalmente hay un esbozo de raya supraocular amarillenta.
Es el tráupido que anida más al norte, desde el sur de Alaska hasta el extremo noroeste de México, principalmente en bosques de coníferas y bosques mixtos. Construyen un nido poco compacto sobre una rama horizontal de un árbol, generalmente una conífera. La hembra pone cuatro huevos verdes azulosos con manchas marrones.
En invierno migran hacia el sur, y en esta estación se distribuyen desde el sur de la península de Baja California y el centro-occidente de México hasta Costa Rica, en tierras bajas, alcanzando números poblacionales altos.
Se alimentan de insectos y frutos. Suelen alimentarse en lo alto de los árboles, o bien capturan insectos en el vuelo.